# Utschami (Fluss)
Der Utschami (russisch Учами) ist ein 466 km langer linker Nebenfluss der Unteren Tunguska in der russischen Region Krasnojarsk.

## Verlauf
Der Utschami entspringt auf einer Hochebene im westlichen Zentralteil des Mittelsibirischen Berglands und fließt in weiten Bögen zunächst in vorwiegend östlicher Richtung. Später wendet er sich mehr nach Nordosten und schließlich nach Norden. Das Flusstal im taigabedeckten Bergland ist teils weit, teils schmal und tief. Auf den schmalen Abschnitten gibt es eine Reihe von Stromschnellen. Der Fluss mündet knapp 200 km Luftlinie westsüdwestlich von Tura in die Untere Tunguska, etwa 6 km oberhalb des nach ihm benannten, am gegenüberliegenden, rechten Tunguska-Ufer befindlichen Dorfes Utschami.
Das Einzugsgebiet des Flusses umfasst 21.000 km². Seine bedeutendsten Nebenflüsse sind Tere (Länge 161 km) und Wakunaika (mit Quellfluss Dalnjaja Wakunaika 98 km) von links sowie Biramba (136 km) und Wetete (118 km) von rechts. Gewöhnlich friert der Fluss von Oktober bis Mai zu.
Der Utschami durchfließt ein praktisch unbesiedeltes Gebiet; am Fluss gibt es keine Ortschaften, jegliche Infrastruktur fehlt.